# Dick Durbin
Richard Joseph Durbin (* 21. listopadu 1944, East St. Louis, Illinois) je americký politik za Demokratickou stranu. Od roku 1997 je senátorem Spojených států amerických za stát Illinois. Před svým zvolením do Senátu působil v letech 1983–1997 jako poslanec Sněmovny reprezentantů, v níž zastupoval Illinois za dvacátý kongresový okres.
V Senátu je od roku 2005 dvojkou (Whip) střídavě demokratické opozice nebo většiny. Od roku 2021 předsedá právnímu výboru Senátu.